# 15e régiment d'infanterie vieux-prussien
Pour les articles homonymes, voir 15e régiment.
Le régiment d'infanterie portant plus tard le numéro 15 est un ancien régiment d'infanterie prussien formé en 1688 sous le nom de régiment à pied Wylich à partir de réfugiés huguenots. Initialement stationné à Wesel, il est transféré à Ruppin en tant que régiment du prince héritier. En tant que roi, Frédéric II en a fait le régiment de la Garde avec le 1er bataillon de la Garde à Potsdam.

## Histoire générale
En 1688, à la suite de l'édit de Fontainebleau, le régiment est constitué de réfugiés religieux français. En 1732, le jeune prince héritier Frédéric reçoit le régiment de son père. En 1733, il est déplacé à Ruppin et Nauen. Le 1er juin 1740, le nouveau roi nomme ce dernier régiment de la Garde, qui remplace le régiment royal précédent. Potsdam devient la nouvelle garnison. Contrairement aux autres unités, le régiment compte trois bataillons. Le 1er bataillon est devenu « 1er bataillon du Corps de la Garde ".

## Personnalités
Outre Frédéric II, le membre le plus éminent est le dramaturge Heinrich von Kleist. Il s'engage dans le 3e bataillon en 1792. Avec ce régiment, il participe à la campagne du Rhin contre la France et au siège de la première république bourgeoise sur le sol allemand à Mayence. En 1795, il est promu enseigne et en 1797 lieutenant. Il exprime à plusieurs reprises des doutes croissants quant à sa condition de soldat et quitte le régiment en avril 1799.

### Chefs du régiment
- 1688 : Carl von Lottum
- 1719 : Friedrich Wilhelm von Koenen (de)
- 1720 : Christoph Heinrich von der Goltz
- 1732 : prince-héritier Frédéric de Prusse
- 1740 : roi Frédéric II de Prusse
- 1786 : Franz Georg Gneomar von Kunitzky (de)
- 1793 : Gebhard Friedrich Gottlob von Ingersleben (de)
- 1798 : Karl Friedrich von Hirschfeld

### Commandants du régiment
| Grade          | Nom                                                | Date             |
| -------------- | -------------------------------------------------- | ---------------- |
| Oberst         | Margrave Frédéric-Guillaume de Brandebourg-Schwedt | 23 juin 1740     |
| Generalmajor   | Prince Ferdinand de Brunswick                      | décembre 1744    |
| Generalmajor   | Johann Ludwig von Ingersleben                      | 7 juin 1755      |
| Oberst         | Friedrich Bogislav von Tauentzien                  | 27 novembre 1757 |
| Oberst         | Prince Frédéric-Guillaume de Prusse                | 25 juin 1763     |
| Oberst         | Johann Christoph von Billerbeck (de)               | 24 avril 1764    |
| Oberst         | Otto Heinrich von Laxdehnen (de)                   | 22 novembre 1765 |
| Major          | Ernst Gottlob von Scheelen (de)                    | 6 février 1773   |
| Major          | Franz Georg Gneomar von Kunitzky (de)              | 10 août 1786     |
| Oberstleutnant | Gebhard Friedrich Gottlob von Ingersleben (de)     | 9 janvier 1793   |
| Oberst         | Karl Friedrich von Hirschfeld                      | 19 janvier 1798  |

| Grade              | Nom de famille                                                                                               | Date                                                     |
| ------------------ | --- | -------------------------------------------------------- |
| Oberst             | Asmus Ehrenreich von Bredow                                                                                  | 23 juin 1740 reçoit le régiment n°33                     |
| Oberst             | Felix Bogislaw von Schwerin, décédé le 7 juin 1745 à la suite d'une blessure à Hohenfriedeberg               | 23 octobre 1743                                          |
| Oberst             | Kaspar Ernst von Schultze (de), reçoit le 29e régiment d'infanterie                                          | 11 juin 1745                                             |
| Oberst             | Dietrich Reichard von Meyerinck (de), reçoit le 26e régiment d'infanterie                                    | 22 avril 1747                                            |
| Oberstleutnant     | Christoph Moritz von Beschwitz (2e bataillon) (1696–1769)                                                    | 24 août 1749 (2e bataillon)                              |
| Oberst             | Samuel Christoph von Meseberg (1703-1781)                                                                    | 24 août 1749 - 3 mars 1754 (3e bataillon) puis les deux) |
| Oberst             | baron Karl Ferdinand von Hagen (de), reçoit le 8e régiment d'infanterie                                      | 18 juillet 1756                                          |
| Oberst             | Friedrich Christoph von Saldern, reçoit le 6e régiment d'infanterie                                          | 12 mai 1757                                              |
| Major              | Wichard Joachim Heinrich von Möllendorff, reçoit le 39e régiment d'infanterie                                | 5 février 1760                                           |
| Oberst             | Julius Adolf Friedrich Treusch von Buttlar (de)                                                              | 7 mai 1771                                               |
| Oberst             | Friedrich Wilhelm von Rohdich, reçoit le 6e régiment d'infanterie                                            | 10 octobre 1776                                          |
| Oberst             | Wilhelm Magnus von Brünneck, reçoit le 36e régiment d'infanterie                                             | 17 juin 1779                                             |
| Oberstlieutenant   | Friedrich Adrian Dietrich von Roeder, reçoit le 6e régiment d'infanterie                                     | 5 avril 1785                                             |
| Oberst             | Friedrich Wilhelm Felix von Schwerin (de)                                                                    | 29 janvier 1796                                          |
| Oberst             | Ludolf-Auguste-Frédéric d'Alvensleben (de), reçoit le 33e régiment d'infanterie.                             | 9 septembre 1800                                         |
| Major              | Johann Ferdinand von Frankenberg - commandant et chef du régiment de la Garde (mort le 21 novembre 1827)     | 5 janvier 1805                                           |
| General-Lieutenant | Ernst von Rüchel, jusqu'alors chef du 30e régiment d'infanterie, reçoit le 2e régiment d'infanterie en 1805. | 13 janvier 1798                                          |

## Dissolution
Le régiment est dissous en tant que 15e régiment à pied Hirschfeld le 28 octobre 1806 par la capitulation à Prenzlau.

## Uniforme et  équipement
Jusqu'au milieu du XVIIIe siècle, l'uniforme du régiment consiste en une veste d'uniforme bleue avec des revers de manches rouges. Le 1er bataillon du Corps de la Garde porte d'opulents rubans argentés sur la poitrine. La casquette des grenadiers de l'aile est rouge et a une garniture en laiton argenté avec un pompon blanc et rouge. L'étendard du régiment est rayé d'argent et de blanc. Les 2e et 3e bataillons ont des uniformes moins décoratifs, avec des rabattes rouges et des rubans argentés plus petits. Tous les grades des hommes sont appelés grenadiers, bien que seuls les grenadiers d'aile et l'ensemble du 3e bataillon portent des casquettes de grenadier. Celles-ci sont jaunes.